# Olindias
Genre
Olindias est un genre de limnoméduses (hydrozoaires) de la famille des Olindiidae.

## Liste d'espèces
Selon World Register of Marine Species (22 septembre 2015) :
- Olindias deigo Toshino, Tanimoto & Minemizu, 2019
- Olindias formosus (Goto, 1903)
- Olindias malayensis Maas, 1905
- Olindias muelleri Haeckel, 1879
- Olindias sambaquiensis Müller, 1861

Anatomie d'une Olindias formosa

- Olindias singularis Browne, 1905
- Olindias tenuis (Fewkes, 1882)

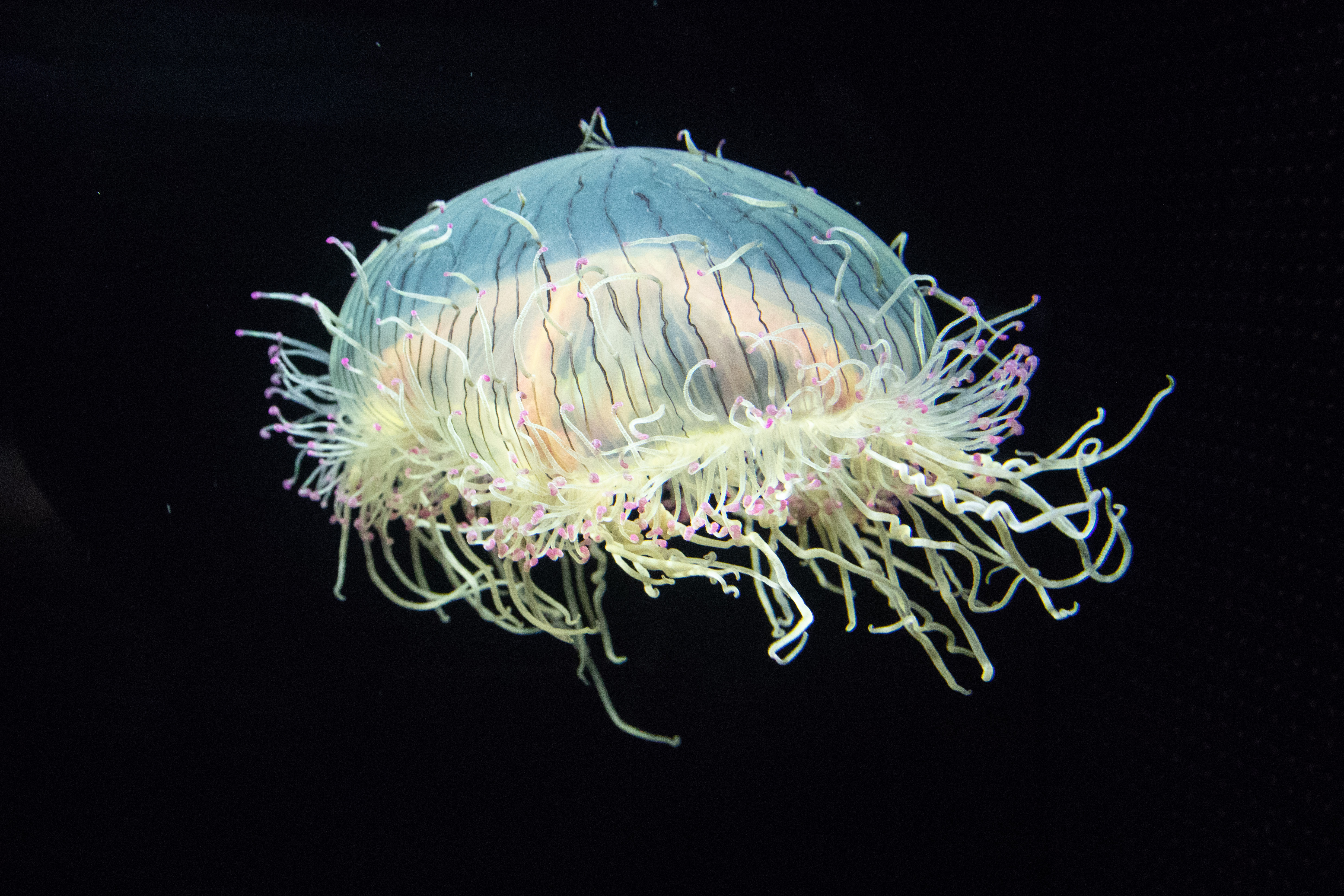
Olindias formosa
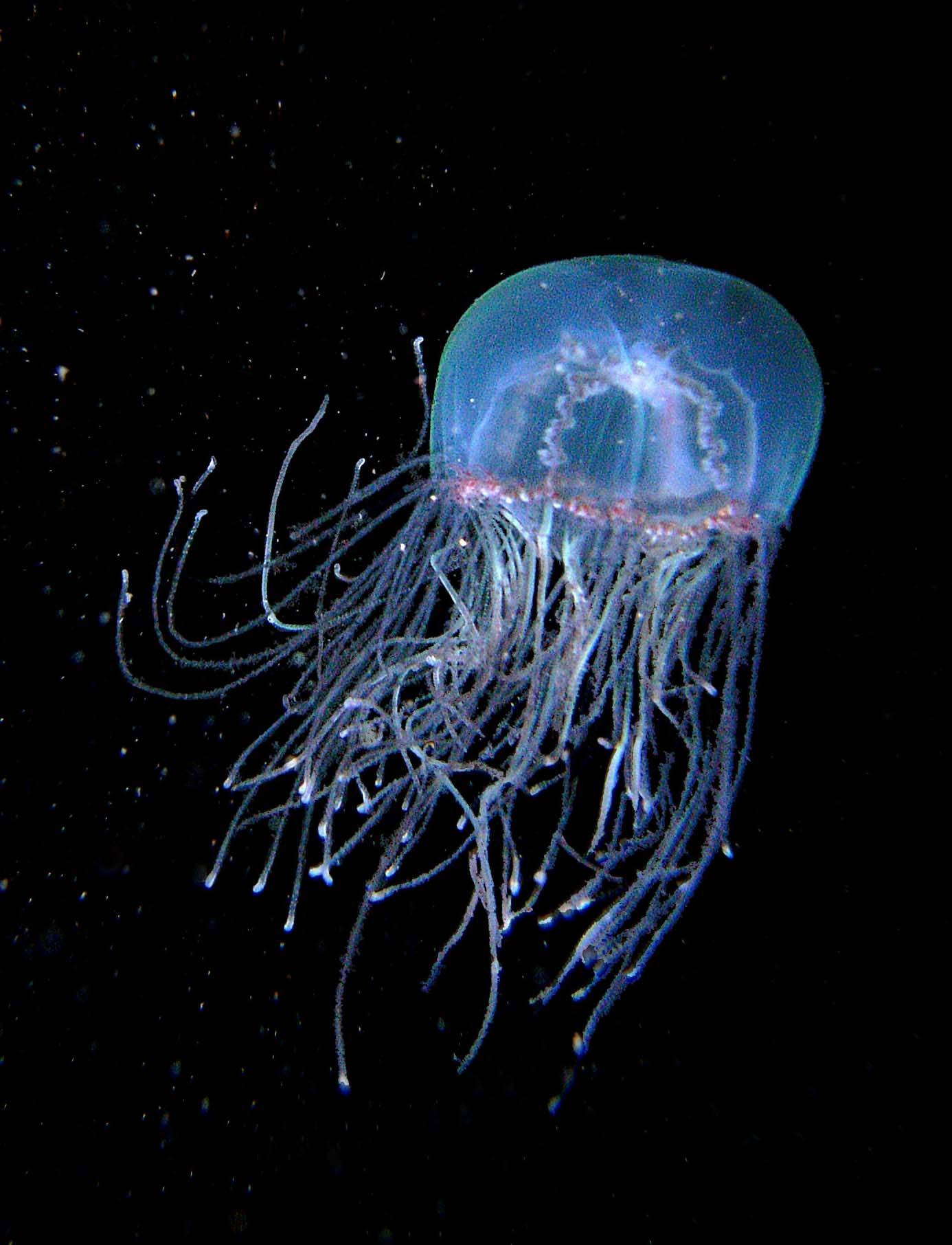
Olindias muelleri